# Liste der Biografien/Fischer, O
Liste der Biografien |
Portal Biografien |
O Personensuche
# |
A |
B |
C |
D |
E |
F |
G |
H |
I |
J |
K |
L |
M |
N |
O |
P |
Q |
R |
S |
T |
U |
V |
W |
X |
Y |
Z |
?
 
Fa |
Fe |
Ff |
Fh |
Fi |
Fj |
Fk |
Fl |
Fm |
Fn |
Fo |
Fr |
Ft |
Fu |
Fy
 
Fia |
Fib |
Fic |
Fid |
Fie |
Fif |
Fig |
Fih |
Fii |
Fij |
Fik |
Fil |
Fim |
Fin |
Fio |
Fip |
Fiq |
Fir |
Fis |
Fit |
Fiu |
Fiv |
Fix |
Fiz
 
Fisa |
Fisb |
Fisc |
Fise |
Fish |
Fisi |
Fisk |
Fisl |
Fism |
Fiso |
Fisq |
Fiss |
Fist |
Fisu |
Fisz
 
Fisce |
Fisch |
Fiscu
 
Fischa |
Fischb |
Fischd |
Fische |
Fischg |
Fischh |
Fischi |
Fischl |
Fischm |
Fischn |
Fischo |
Fischt
 
Fisched |
Fischel |
Fischen |
Fischer |
Fischet
 
Fischer, A |
Fischer, B |
Fischer, C |
Fischer, D |
Fischer, E |
Fischer, F |
Fischer, G |
Fischer, H |
Fischer, I |
Fischer, J |
Fischer, K |
Fischer, L |
Fischer, M |
Fischer, N |
Fischer, O |
Fischer, P |
Fischer, R |
Fischer, S |
Fischer, T |
Fischer, U |
Fischer, V |
Fischer, W |
Fischer, X |
Fischer, Y |
Fischer, Z |
Fischera |
Fischerk |
Fischerm |
Fischern |
Fischero
Die Liste der Biografien führt alle Personen auf, die in der deutschsprachigen Wikipedia einen Artikel haben. Dieses ist eine Teilliste mit 29 Einträgen von Personen, deren Namen mit den Buchstaben „Fischer, O“ beginnt.

## Fischer, O
- Fischer, O. W. (1915–2004), österreichischer Schauspieler

### Fischer, Ol
- Fischer, Ole (1943–2005), deutscher Maler und Lithograph
- Fischer, Ole (* 1987), deutscher Schauspieler
- Fischer, Olf (1917–1998), deutscher Autor und Regisseur
- Fischer, Olfert (1747–1829), dänisch-norwegischer Seeoffizier, zuletzt im Range eines Vizeadmirals

### Fischer, Os
- Fischer, Oskar (1892–1955), deutscher Maler
- Fischer, Oskar (1894–1963), Bürgermeister, NSDAP-Kreisleiter und Abgeordneter
- Fischer, Oskar (1923–2020), deutscher Politiker (SED), MdV, Minister für Auswärtige Angelegenheiten der DDR
- Fischer, Oskar (1929–2003), österreichischer Fußballspieler
- Fischer, Oswald, deutscher Geistlicher
- Fischer, Oswald (1863–1931), deutscher Parlamentarier und Schuhmachermeister im Fürstentum Reuß älterer Linie

### Fischer, Ot
- Fischer, Otakar (1884–1968), tschechischer Politiker und Innenminister
- Fischer, Otmar (1934–2022), deutscher Mundartdichter, evangelischer Pfarrer und Kommunalpolitiker
- Fischer, Otokar (1883–1938), tschechischer Übersetzer, Literaturwissenschaftler und Dramaturg
- Fischer, Ottfried (* 1953), deutscher Schauspieler und KabarettistOttfried Fischer (* 1953)

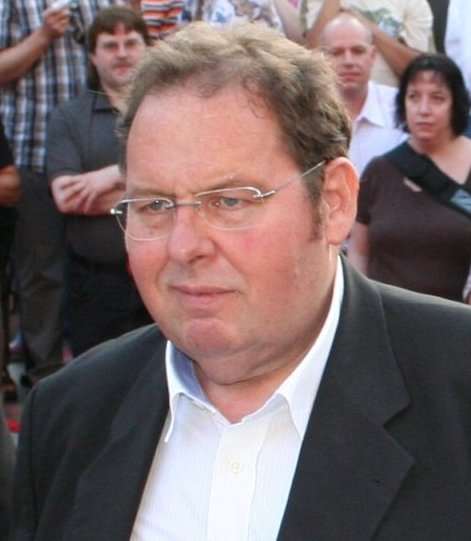
Ottfried Fischer (* 1953)

- Fischer, Otto (1826–1913), deutscher Lehrer und Gymnasialdirektor
- Fischer, Otto (1848–1906), Kreisrat im Großherzogtum Hessen
- Fischer, Otto (1852–1932), deutscher Chemiker
- Fischer, Otto (1853–1929), deutscher Richter und Rechtswissenschaftler; Hochschullehrer und Rektor in Breslau
- Fischer, Otto (1861–1916), deutscher Physiologe und Physiker
- Fischer, Otto (1869–1946), deutscher evangelischer Pfarrer und Autor
- Fischer, Otto (1870–1947), deutscher Maler, Grafiker und Designer
- Fischer, Otto (1886–1948), deutscher Kunsthistoriker und Museumsdirektor
- Fischer, Otto (1900–1959), deutscher Wasserbauingenieur und Baubeamter
- Fischer, Otto (1901–1941), österreichischer Fußballspieler und -trainer
- Fischer, Otto (1906–1974), deutscher KPD/SED-Funktionär, Widerstandskämpfer gegen den Nationalsozialismus
- Fischer, Otto (1915–1993), Schweizer Politiker (FDP)
- Fischer, Otto Christian (1882–1953), deutscher Jurist und Ökonom
- Fischer, Ottokar (1873–1940), österreichischer Zauberkünstler